# Tancul Kliment Voroșilov
Acest articol se referă la tancul Kliment Voroșilov.  Pentru alte sensuri, vedeți Voroșilov (dezambiguizare).
Kliment Voroșilov (KV) a fost un tanc greu sovietic, denumit după Comisarul Poporului pentru Apărare și politicianul Climent Voroșilov. Seria de tancuri KV era recunoscută pentru blindajul extrem de gros pe care îl avea la începutul celui de-al Doilea Război Mondial, mai ales în timpul Operațiunii Barbarossa. Tancul KV era aproape invulnerabil la focul tunurilor de calibru 7,5 cm KwK 37 și 3,7 cm KwK 36 montate pe tancurile medii germane Panzer III și Panzer IV. Singura metodă prin care aceste tancuri germane puteau să avarieze un tanc KV era să tragă de la distanță foarte mică un proiectil perforant în spatele tancului sovietic. Înainte de invazia germană, aproximativ 500 de tancuri din cele 22.000 ale Armatei Roșii erau tancuri din seria KV.

## Proiectare
În perioada interbelică, Armata Roșie a cautat un înlocuitor pentru tancul greu T-35, a cărui construcție era mult prea complexă în raport cu performanțele tancului. În plus, evenimentele din timpul Războiului Civil Spaniol au demonstrat faptul că T-35 era un model depășit, fiind greoi și vulnerabil la atacurile tunurilor anticar de 37 mm. Două prototipuri au fost propuse în luna mai a anului 1938 pentru a înlocui tancul T-35: modelul T-100, propus de birourile de proiectare OKMO, și tancul SMK, propus de echipa locotenent colonelului Zh. Kotin. Inițial, înlocuitorul tancului T-35 trebuia să aibă trei turele, însă ambele echipe au protestat, fiind un concept învechit. Stalin s-a dus la o machetă și a smuls o turelă, întrebând de ce trebuie un tanc să fie un magazin universal. Prototipurile au fost dotate cu două turele ulterior. T-100 era un tanc greu, de 58 de tone, propus de către echipa inginerului N. Barykov de la birourile OKMO. Prototipul a fost construit la Fabrica Nr. 185 S.M. Kirov din Leningrad. Tancul SMK (denumit după revoluționarul bolșevic Serghei Kirov) avea o greutate de 55 tone, fiind construit la Fabrica Nr.100 Kirov din Leningrad. Cele două care de luptă aveau un aspect asemănător, ambele fiind dotate cu suspensie tip bară de torsiune, șenile late, unități radio și tunuri identice.
Kotin a cerut și a obținut permisiunea de la Stalin de a proiecta și o variantă a tancului SMK care  avea doar o turelă, tancul fiind denumit Kliment Voroșilov, care era prietenul lui Stalin și Comisarul Poporului pentru Apărare. Cele trei prototipuri, T-100, SMK și KV, au fost testate în poligonul de la Kubinka de lângă Moscova în septembrie 1939. Tancul KV s-a dovedit a fi superior: avea o mobilitate mai bună decât celălalte prototipuri și era mai rezistent la tunurile anticar. Cele trei tancuri au fost trimise pe front în timpul Războiului de Iarnă, pentru a fi testate în luptă. Prototipul KV a fost ales de către Consiliul de Apărare ca succesor al tancului T-35.

## Dezvoltare
Începând cu anul 1942, odată cu introducerea tunurilor antitanc germane cu țeavă lungă de calibru 5 cm și 7,5 cm, blindajul tancurilor din seria KV nu mai era inexpugnabil. Tunul de calibru 76,2 mm, deși era eficient împotriva tancurilor de model mai vechi, nu putea penetra blindajul frontal al noilor tancuri germane. De asemenea, era același tun montat pe tancul T-34, care era mai mic, mai rapid și mai ieftin. Tancul KV avea o design complex, fiind mai greu de construit și mai scump decât T-34. Avantajele acestui tip de tanc nu mai justificau performanțele și costul fabricației. Cu toate acestea, în interesul standardizării, tancul a continuat să fie produs fiindcă era un model avansat și avea unele piese care erau folosite și la tancul mediu T-34.
Când producția a fost mutată, dincolo de Munții Ural, la fabrica din Tancograd, s-a renunțat la modelul KV-2. Acest model nu era potrivit pentru războiul modern, mobil, de pe Frontul de Răsărit. Tancul KV-2 avea o mobilitate redusă. Din cauza înălțimii și greutății turelei, reușea cu greu să se deplaseze pe teren accidentat.
Echipajele tancurilor se plângeau din cauza mobilității reduse a vehiculului și fiindcă seria KV avea un tun cu performanțe similare tancului mediu T-34. Producția tancurilor KV a fost foarte aproape de a fi oprită, însă în 1943 au apărut pe front noile tancuri germane: Panther și Tiger. Seria KV a primit un avânt odată cu apariția modelului KV-85. Acest model a fost însă doar o soluție temporară la avansul tehnologic al tancurilor germane. Când tancul greu sovietic IS-2 a intrat în producție, producția carelor de luptă Climent Voroșilov a fost abandonată.
Succesorul tancului KV-85 a primit o altă denumire deoarece Kliment Voroșilov intrase în dizgrație. Seria a fost redenumită Iosif Stalin (sau Josef Stalin, în funcție de grafie) în cinstea conducătorului sovietic.

## Modele
Armata sovietică nu folosea denumiri diferite pentru tancurile KV din dotate. Astfel, denumiri precum Model 1939 sau Model 1941 au apărut după război în publicațiile de specialitate. Armata germană folosea denumirile de tipul KV-1A pentru a face diferența între modelele seriei de tancuri KV.
- KV-1
  - Model 1939 – Primul model produs în serie. Deși nu era foarte fiabil din punct de vedere mecanic, tancul era foarte bine protejat împotriva armelor antitanc din timpul Războiului de Iarnă. Tancurile din această serie erau dotate cu un tun L-11 de 76 mm, dar majoritatea nu aveau mitraliera de pe șasiu. Au fost construite 141 de exemplare.
  - Model 1940 (denumirea germană: KV-1A) – Era dotat cu tunul F-32 de 76 mm și avea masca tunului schimbată. Era modelul aflat în producție în momentul invaziei germane.
  - Model 1940 (KV-1E) – Era dotat cu blindaj suplimentar prin placare (prins cu bolțuri).
  - Model 1941 (KV-1B) – Blindajul a fost mărit cu 25–35 mm la turelă, în partea frontală și laterală a șasiului. Turela nu mai era sudată, era turnată dintr-o singură piesă. Tancul era dotat cu tunul lung F-34, iar mai târziu cu tunul ZiS-5 de calibru 76,2 mm.
  - Model 1942 (KV-1C) – Avea turela sudată sau turnată și un blindaj mai gros. Folosea un motor îmbunătățit și era dotat cu tunul ZiS-5.
  - KV-1S – Un model mai ușor, apărut spre sfârșitul anului 1942, care beneficia de o viteză mai mare, însă avea blindajul mai subțire. Tancul avea o turelă mai mică, turnată. Partea din spate a șasiului a fost reproiectată. Au fost construite 1370 de exemplare.
  - Panzerkampfwagen KV-IA 753(r) și Panzerkampfwagen KV-IB 755(r) - Denumirea tancului KV-1 în cadrul Wehrmachtului. Unele vehicule au fost dotate cu tunul de mare velocitate 7,5 cm KwK 40 L/43, același tun folosit de către tancul mediu german Panzer IV Ausf. F2.
- KV-85 – Un model KV-1S dotat cu tunul de 85 mm D-5T montat în turela tancului greu IS-1. Mitraliera de pe șasiu lipsea. Tancul a fost construit în doar 148 exemplare, din a doua jumătate a anului 1943 până în primăvara anului 1944, fiind proiectat ca o soluție provizorie până la intrarea în producție a carelor de luptă grele sovietice IS.
- KV-13 - Prototipul unui tanc KV avansat. A fost redenumit și a intrat în producție sub numele de IS-2.

## Variante
- KV-2 (334 de exemplare) – Un tanc de asalt, proiectat cu scopul de a distruge fortificațiile inamice, înarmat cu un obuzier M-10 de 152 mm Model 1938. Fiindcă avea o turelă enormă, KV-2 era mult mai greoi decât KV-1 și nu avea o mobilitate la fel de mare. Tancurile de acest tip capturate de către armata germană au fost denumite (Sturm)Panzerkampfwagen KV-II 754(r).
- KV-8 (42 de bucăți) – Un tanc KV-1 dotat cu aruncătorul de flăcări ATO-41 în turelă, lângă o mitralieră. Pentru a face loc acestei arme, tunul de 76,2 mm a fost înlocuit cu un tun de calibrul 45 mm Model 1932, camuflat astfel încât să arate ca un tun standard de 76,2 mm.
- KV-8S (25 de bucăți) – Un model KV-1S care avea în locul mitralierei coaxiale un aruncător de flăcări ATO-41. Tunul din dotare era de calibrul 45 mm.
- KV-14 – Prototipul unui obuzier autopropulsat de calibrul 152 mm. A intrat în producție sub numele de SU-152.

## Utilizare

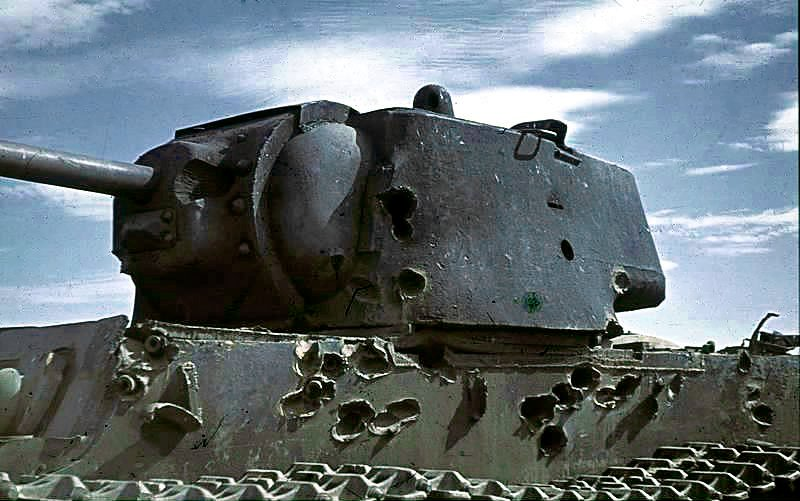
Un tanc KV-1 cu lovituri multiple

La începutul Operațiunii Barbarossa, Armata Roșie avea 508 tancuri din seria KV. Blindajul tancului era atât de gros, încât singurele arme eficiente erau tunul antiaerian de calibru 8,8 cm sau loviturile directe ale obuzierelor de 105 mm. Tancurile germane nu puteau să avarieze un blindat KV decât printr-o lovitură de la câțiva metri în spatele vehiculului. În practică, această poziționare era extrem de greu de obținut pe câmpul de luptă. Infanteria germană avea la dispoziție tunul anticar de 3,7 cm PaK 36 care era complet ineficient, fiind poreclit de trupele germane "ciocănitorul de uși". Majoritatea tancurilor KV erau distruse de soldații germani prin avarierea șenilelor folosind tunul antitanc de 3,7 cm, apoi detonarea unei mine magnetice în spatele turelei sau aruncarea unei grenade ofensive pe țeava tunului.
La începutul războiului, tancurile din seria Kliment Voroșilov erau dispersate printre alte unități de luptă, iar această eroare tactică a contribuit la succesul blindatelor germane din anul 1941. Au existat și excepții: în Bătălia de la Raseiniai (Lituania), pe 23-24 iunie 1941, un singur tanc KV-2 a imobilizat formațiile de luptă ale Divizei 6 Panzer pentru o întreagă zi. Această acțiune a întârziat avansul unității de blindate Panzergruppe 4 spre Leningrad. Tancul a rezistat până când a rămas fără muniție, iar echipajul a trebuit să abandoneze vehiculul blindat și să se retragă. Tot în apropierea Leningradului, avangarda Diviziei 8 Panzer a fost imobilizată pe 14 august 1941 când 5 tancuri KV-1 au reușit să distrugă 43 de tancuri germane și două piese de artilerie. Tancurile sovietice erau camuflate într-o dumbravă aflată la marginea unei mlaștini. Atacul blindatelor germane, deși venea din 3 direcții, trecea printr-un punct îngust. Comandantul sovietic, Zinoviy Kolobanov, a distrus primul și ultimul tanc din coloană, imobilizând astfel întregul grup. Majoritatea tancurilor germane erau modelul Panzer II, înarmate cu ineficientul tun de 20 mm, și câteva Panzer III, înarmate cu tunul de 37 mm. Blindatele germane s-au împotmolit în mlaștină, nefiind capabile să lanseze un atac coordonat. La sfârșitul luptei, asupra tancului comandantului sovietic s-au tras 135 de proiectile perforante, fără a perfora blindajul. Zinoviy Kolobanov a fost decorat cu Ordinul Lenin, iar lupta a fost mediatizată de către propaganda sovietică.
Tancurile grele KV și tancurile medii T-34 au fost unele dintre cele mai bune modele aflate la dispoziția armatelor sovietice. Deși a fost un model de succes, tancul KV avea și câteva puncte slabe. Primele modele aveau probleme la transmisie și la ambreiaj. Cu toate ca blindajul a fost mereu îmbunătățit, motorul a rămas același, iar tancul nu avea suficientă putere.
Tancurile KV au fost folosite până la sfârșitul războiului. În 1944, câteva unități din Leningrad și din Crimeea încă aveau aceste model de tanc în dotare. În august 1945, un regiment de tancuri KV a fost folosit în Manciuria, în timpul Operațiunii "Furtună de august". Armata finlandeză a folost două tancuri KV capturate: unul era Model 1940, iar celălalt era Model 1941. Aceste două tancuri erau poreclite Klimi de către soldații finlandezi și au fost îmbunătățite semnificativ în timpul utilizării lor. Ambele au supraviețuit războiului, fiind expuse la Muzeul Tancului din Parola.

## Galerie foto

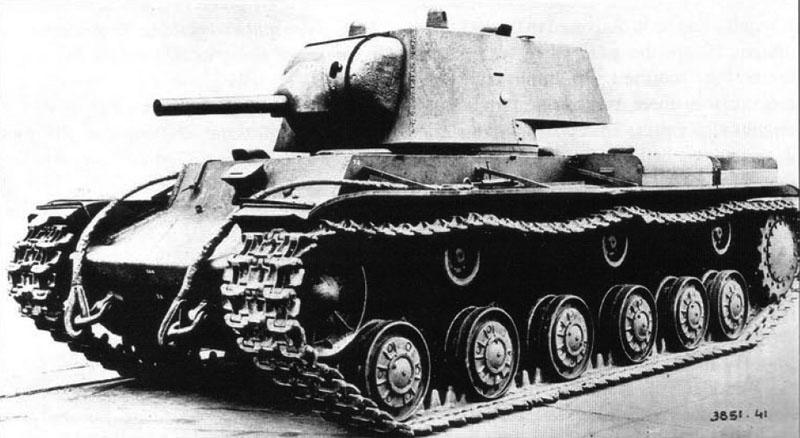
KV-1 Model 1939.
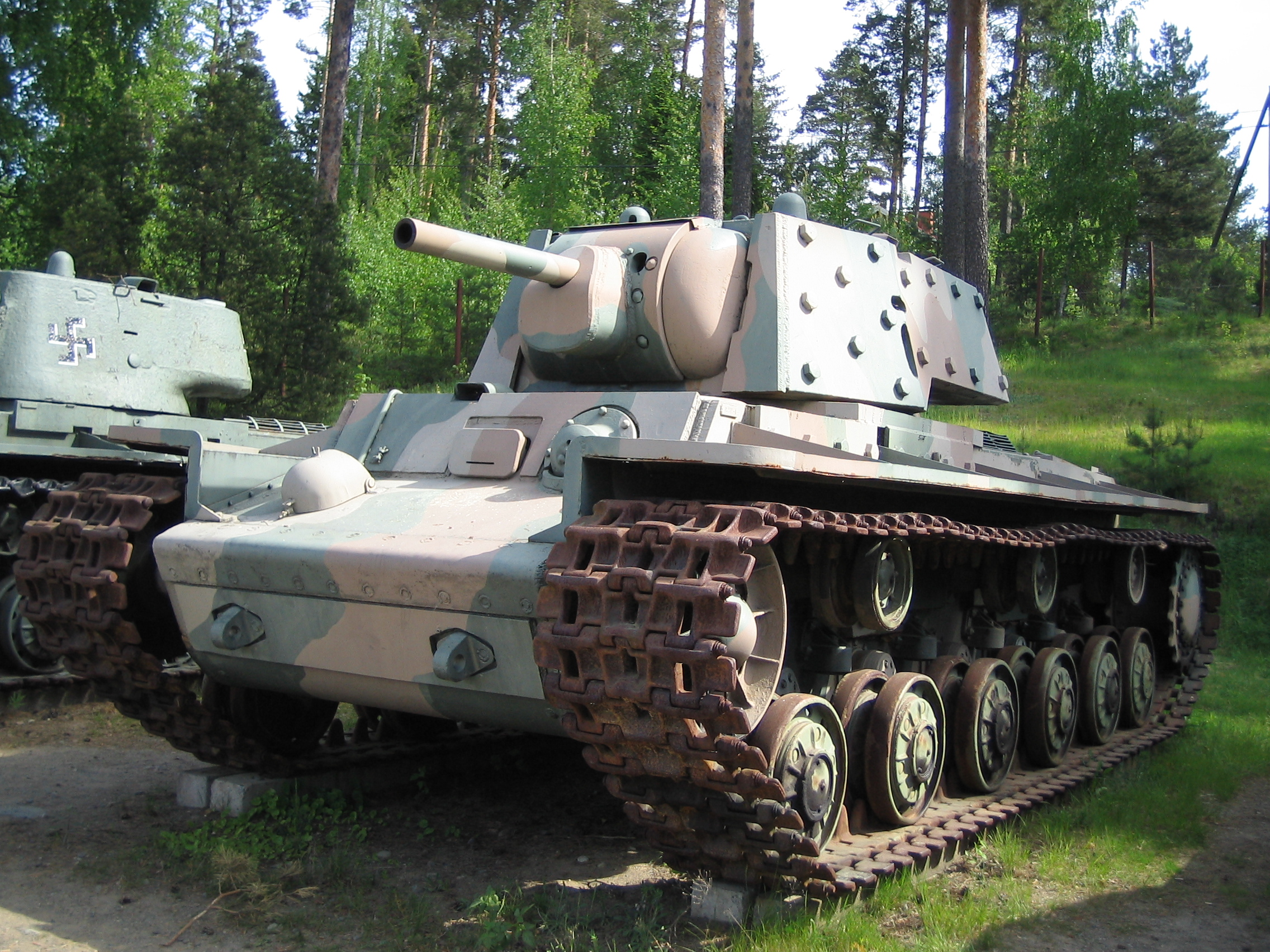
KV-1 (KV-1E) cu blindaj suplimentar, fixat cu bolțuri.
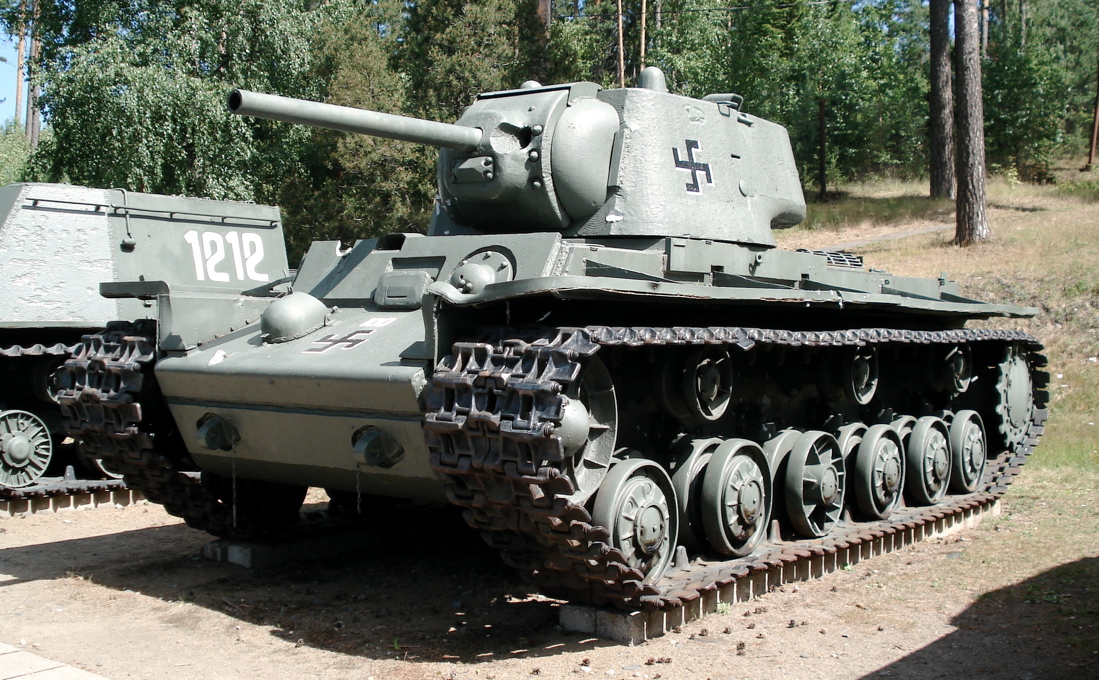
KV-1 de captură, Model 1942 Klimi, folosit de armata finlandeză.
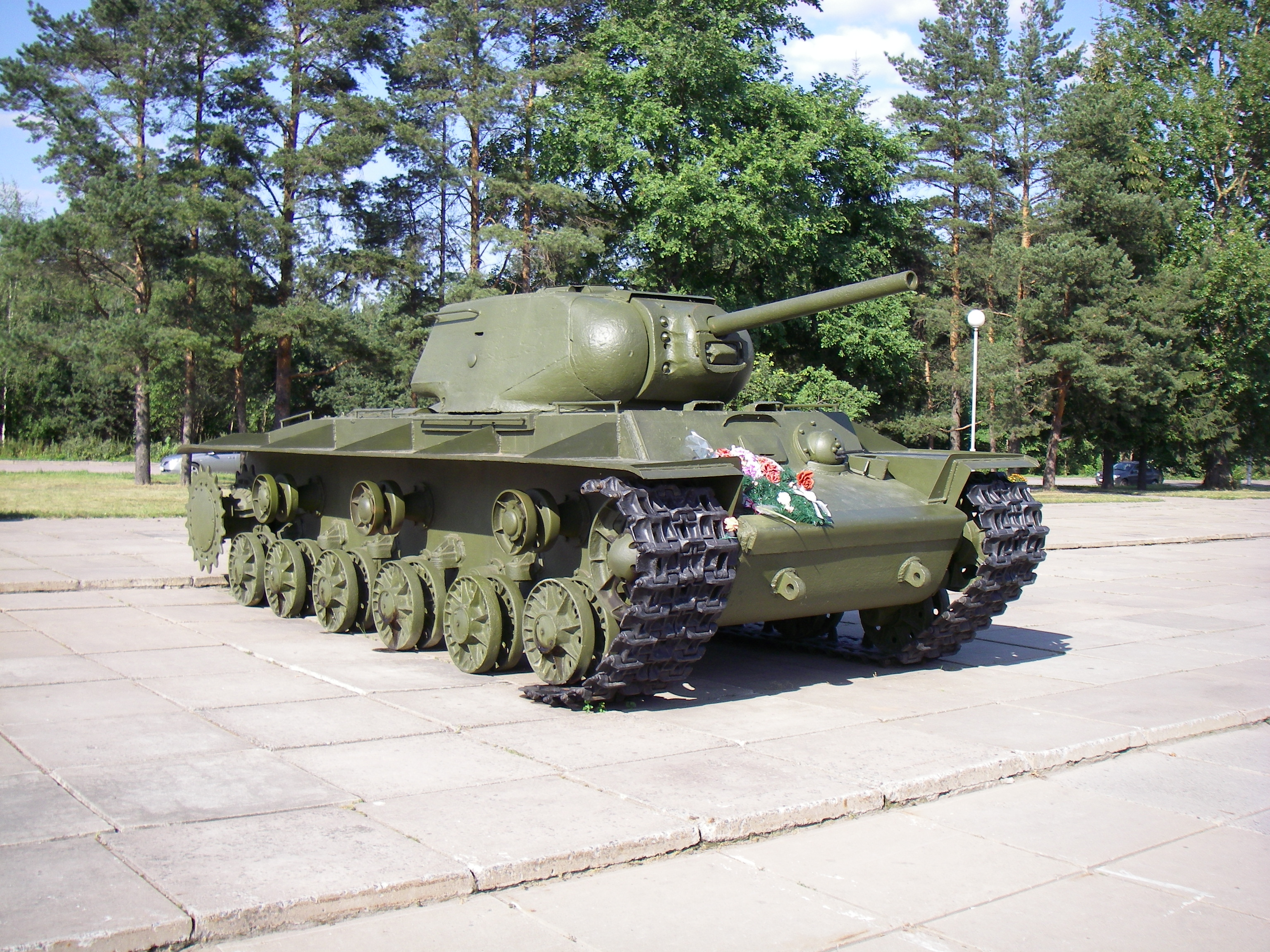
Modelul KV-1S, aflat la Kirovsk, Regiunea Leningrad.
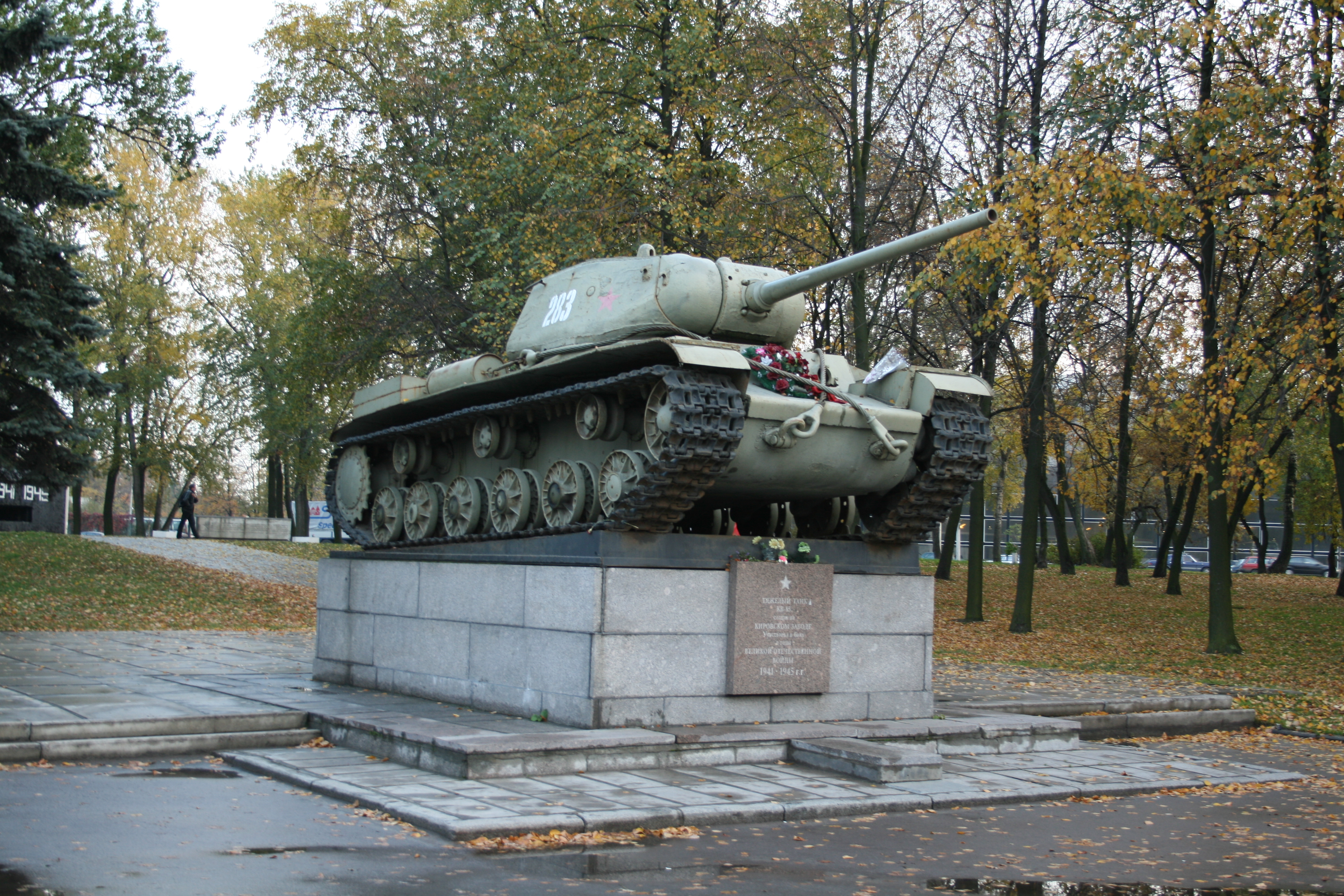
Modelul KV-85, într-un monument de lângă Sankt Petersburg.
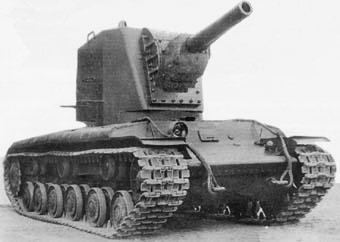
Un prototip al tancului greu de asalt KV-2.
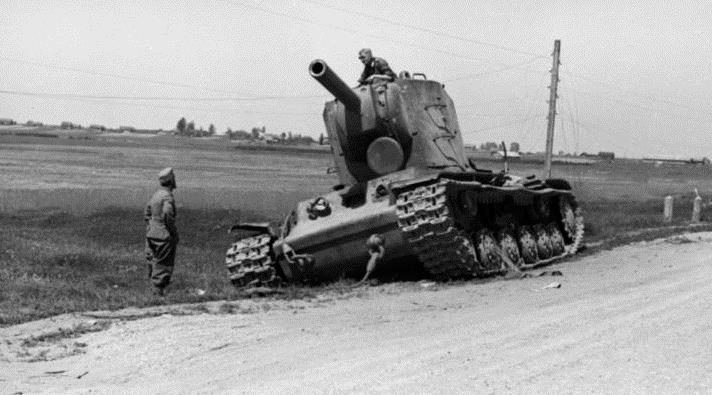
Un model KV-2 abandonat, inspectat de soldații germani.
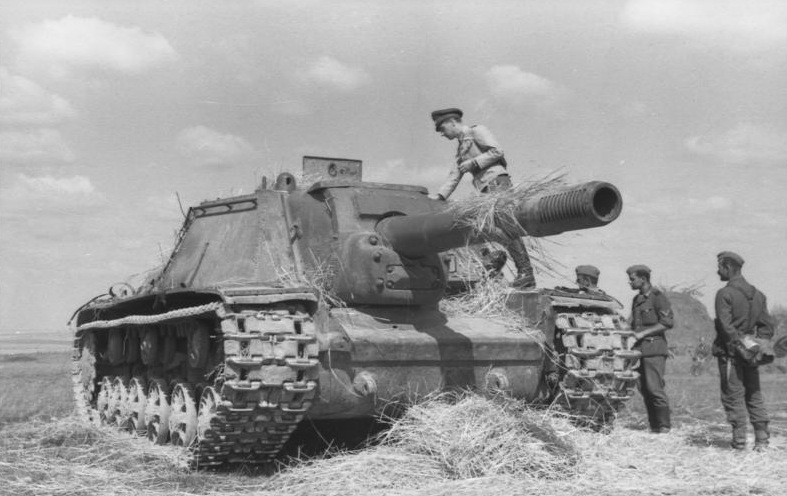
Obuzierul autopropulsat SU-152, inspectat de trupele germane.